# Duktalni karcinom in situ
Duktalni karcinom in situ (DCIS) je predrakava in neinvazivna sprememba v dojki, ki nastane v mlečnih izvodilih (kanalčkih  v dojki, po katerih teče materino mleko v času dojenja do bradavice). Spremenjene celice ne rastejo zunaj izvodil (ne prodirajo skozi bazalno membrano) in se ne širijo zunaj tkiva dojke, vendar pa lahko DCIS napreduje v invazivno obliko, če se ne zdravi. Po razvrstitvi TMN spada v stadij 0. Redko povzroča simptome in sprememba v dojki je le redko tipna. DCIS običajno diagnosticirajo z mamografskim pregledom v programih presejanja. DCIS diagnosticirajo tudi pri znatnem deležu moških (glej rak dojke pri moških).
Pri duktalnem karcinomu in situ se nenormalno spremenjene celice nahajajo v epiteliju enega ali več mlečnih izvodil. V latinščini in situ pomeni »na (normalnem) mestu« in izraz se nanaša na dejstvo, da se celice niso razširile na okolne strukture. Ker še rakave celice niso postale invazivne, spada DCIS med predrakave spremembe. Pri določenem deležu bolnikov lahko DCIS napreduje v invazivno bolezen in se razširi v druga tkiva. Ni pa možno napovedati, katere predrakave lezije ne bodo postale invazivne brez ustreznega zdravljenja. Zaradi visoke verjetnosti prehoda v invazivno obliko ga je treba zdraviti. Vendar pa večina primerov DCIS ostane indolentnih (rastejo počasi, niso invazivni in ne zasevajo), zato trenutna doktrina zdravljenja vseh bolnikov verjetno predstavlja prekomerno uporabo zdravljenja pri določenem deležu bolnikov.
DCIS zajema spekter bolezni, od lezij nizke stopnje, ki niso življenjsko ogrožajoči, do lezij visoke stopnje, ki so lahko potencialno zelo agresivne.
DCIS se lahko razvršča v različne tipe glede na arhitekturne vzorce celic (solidni, kribriformni, papilarni ali mikropapilarni karcinom), stopnjo tumorja (tumor nizke, stednje ali visoke stopnje), prisotnost ali odsotnost komedonov, ali posebne značilnost celic, ki tvorijo tumor (kot velja za apokrini duktalni karcinom in situ). DCIS se lahko prepozna z mamografijo, in sicer so vidne mikrokalcinacije tkiva. Vendar pa so lahko mikrokalcifikacije prisotne tudi v odsotnosti DCIS, zato je za dokončno postavitev diagnoze potrebna biopsija. 
Okoli 20–30 % pacientov z duktalnim karcinomom in situ razvije invazivni rak dojke. Gre za najpogostejšo predrakavo spremembo dojke pri ženskah. Glede uvrščanja med prave rakave bolezni ni pravega soglasja; nekatere ustanove ga prištevajo med rakave bolezni v svojih statistikah, druge pa ga ne zajemajo v statistike raka.

## Izrazje
Duktalni karcinom in situ (DCIS) dobesedno pomeni prisotnost skupkov »rakavih« epitelijskih celic, ki ostajajo na svojem normalnem mestu (in situ) znotraj mlečnih izvodil mlečne žleze. Klinično spada med predrakave (oziroma potencialno rakave) spremembe, ker še biološko nenormalne celice niso predrle bazalne membrane in naselile okolnega tkiva. Če je prisotnih več lezij (imenovanih žarišča ali fokusi) v različnih kvadrantih dojke, gre za tako imenovani multicentrični karcinom.
Za namene statističnega spremljanja rakavih bolezni nekatere ustanove DCIS uvrščajo med »rake«, medtem ko druge ne. V primeru uvrščanja DCIS med rakave bolezni ga označujejo kot neinvazivno ali predinvazivno obliko. Ameriški Nationalni inštitut za raka ga opisuje kot »neinvazivno stanje«.

## Znaki in simptomi
Večina bolnikov oziroma bolnic z duktalnim karcinomom in situ je brezsimptomnih. Bolezen v tej stopnji običajno odkrijejo med presejalnim testom z mamografijo. Pri nekaterih bolnikih se lahko pojavi zatrdlina v dojki ali izcedek iz bradavice.

## Zdravljenje
Obstajajo različni načini zdravljenja duktalnega karcinoma in situ. Ameriški Nacionalni inštitut za raka priporoča operacijo, ki ji lahko sledi adjuvantno zdravljenje z obsevanjem ali s tamoksifenom. Slovenske smernice za zdravljenje raka dojke prav tako priporočajo kirurško zdravljenje (ohranitveno operacijo dojke), ki mu sledi obsevanje. Obsevanje se lahko opusti pri manjših tumorjih, zlasti pri starejših bolnicah in tumorjih nizke stopnje. Po lokalnem zdravljenju lahko sledi še hormonsko zdravljenje.
Kirurško zdravljenje zajema lumpektomijo (odstranitev novotvorbe) ali mastektomijo (delno ali popolno odstranitev prizadete dojke). Lumpektomija se običajno kombinira še z obsevanjem. Hormonsko zdravljenje s tamoksifenom se lahko uporabi, če celice karcinoma izražajo estrogenske receptorje. Raziskave kažejo na primerljivo preživetje po lumpektomiji ali mastektomiji, ne glede na to, ali lumpektomiji sledi še obsevalno zdravljenje. Kemoterapija ni potrebna, saj DCIS ni invazivna rakava bolezen.
Kirurška odstranitev novotvorbe oziroma dojke zmanjša tveganje za pojav raka, vendar pa tudi brez zdravljenja (ki prinaša tudi neželene učinke) številni bolniki nikoli ne zbolijo za rakom dojke. Podatki o primerjavi kirurškega zdravljenja in zgolj skrbnega spremljanja bolezni niso na voljo, vendar nekateri menijo, da bi bilo skrbno spremljanje lahko ustrezen pristop za nekatere bolnike.

### Obsevanje
Ohranitvena operacija dojke (lumpektomija), ki ji sledi obsevalno zdravljenje, daje v primerjavi z mastektomijo enakovredne rezultate glede preživetja, ima pa nekoliko večje tveganje za ponovitev bolezni v isti dojki v obliki DCIS ali invazivnega raka dojke. Sistematični pregledi raziskav (vključno s Cochranovim pregledom) kažejo na manjše tveganje za ponovitev DCIS ali kasnejšega razvoja invazivnega raka dojke, če ohranitveni operaciji dojke sledi še obsevanje, v primerjavi le z ohranitveno operacijo dojke, ni pa razlike v smrtnosti. Cochranov pregled raziskav tudi ni našel dokaza, da obsevanje prinaša dolgoročne škodljive učinke. Avtorji sistematičnega preglednega članka sicer izpostavljajo, da so za dokončne zaključke glede dolgoročne toksičnosti potrebna še dolgotrajnejša spremljanja bolnic, hkrati pa navajajo, da tehnična izboljšanja pri obsevanju pomagajo pri dodatni omejitvi izpostavljenosti zdravih tkiv obsevanju. Priporočajo, da bolnice pred obsevalnim zdravljenjem prejmejo obširne informacije o morebitnih neželenih učinkih obsevanja.
Dodatno obsevalno zdravljenje po ohranitveni operaciji dojke zmanjša tveganje za ponovitev rakave bolezni na okoli 12 %, pri čemer se bolezen pri okoli polovici bolnic ponovi v obliki DCIS, pri približno polovici pa nastane invazivni rak dojke. Tveganje za ponovitev bolezni po mastektomiji je okoli 1 %.

### Mastektomija
Ni dokazov, da bi mastektomija učinkoviteje zmanjšala tveganje za smrtni izid v primerjavi z lumpektomijo. Vendar pa lahko mastektomija zmanjša tveganje za ponovitev DCIS ali pojav invazivnega raka dojke na istem mestu v dojki.
Mastektomija ostaja priporočena oblika kirurškega zdravljenja, kadar so po lokalni eksciziji tumorja prisotni mikroskopski ostanki bolezni, ki segajo v kirurški rob, ali če ob diagnozi DCIS obstaja dokaz o sumljivih difuznih mikrokalcinacijah.

### Biopsija varovalnih bezgavk
V nekaterih centrih za zdravljenje raka dojke so zaradi podatkov o višjih deležih ponovitev raka dojke v obliki invazivne bolezni po mastektomiji zaradi prisotnega DCIS uvedli rutinsko biopsiranje varovalnih bezgavk. Vendar pa raziskave kažejo, da prinaša biopsija varovalnih bezgavk pri večini bolnic z DCIS več tveganja kot koristi. Razmislek o biopsiji varovalnih bezgavk se tako priporoča pri bolnicah z diagnosticiranim visokotveganim DCIS (tumor III. stopnje, ki je tipljiv ali na sliki obsežnejši) ter pri bolnicah, pri katerih se po diagnozi DCIS z debeloigelno ali ekscizijsko biopsijo opravi  mastektomija.